# Super Bowl XXIII
Il Super Bowl XXIII è stata una partita di football americano tra i campioni dell'American Football Conference (AFC), i Cincinnati Bengals, e i campioni della National Football Conference (NFC), i San Francisco 49ers per determinare il campione della National Football League (NFL) per la stagione 1988. I 49ers sconfissero i Bengals con un punteggio di 20–16, vincendo il loro terzo Super Bowl. La gara fu giocata il 22 gennaio 1989 al Joe Robbie Stadium di Miami, Florida, il primo Super Bowl ospitato nell'area di Miami in 10 anni e il primo non tenuto al Miami Orange Bowl.
Fu la seconda volta che le due squadre si incontrarono in un Super Bowl dopo la sfida di sette anni prima. La partita fu anche la terza rivincita tra due squadre che si erano già affrontate nel Super Bowl teams dopo il Super Bowl XIII e il Super Bowl XVII. Questa fu la seconda apparizione al Super Bowl dei Bengals dopo aver terminato la stagione regolare con un record di 12-4. I 49ers raggiunsero il loro terzo Super Bowl dopo un record di 10-6 nella stagione regolare.
La gara è ricordata principalmente per il drive vincente dei 49ers nell'ultimo periodo di gioco. In svantaggio 16-13, San Francisco si ritrovò il possesso del pallone sulla propria linea delle 8 yard a 3 minuti e 10 secondi dalla fine e percorse 92 yard di campo in meno di tre minuti. San Francisco segnò il touchdown della vittoria quando Joe Montana completò il passaggio decisivo per John Taylor a 34 secondi dal termine della gara. La partita fu comunque molto equilibrata. Le squadre segnarono un totale di 5 field goal ed erano alla pari sul 3-3 alla fine del secondo quarto, la prima volta che il primo tempo si concluse in parità nella storia del Super Bowl. L'unico touchdown di Cincinnati, un kickoff ritornato per 93 yard da Stanford Jennings nel terzo quarto, fu velocemente annullato da un drive da 85 yard che portò a un touchdown del wide receiver di San Francisco Jerry Rice su una ricezione da 14 yard. Rice, che fu nominato miglior giocatore della partita, ricevette 11 passaggi per un record del Super Bowl di 215 yard e un touchdown, oltre a correre per altre 5 yard.

## Formazioni titolari
| San Francisco  | Ruolo | Cincinnati      |
| -------------- | ----- | --------------- |
| Attacco        |       |                 |
| Jerry Rice     | WR    | Eddie Brown     |
| Steve Wallace  | LT    | Anthony Muñoz   |
| Jesse Sapolu   | LG    | Bruce Reimers   |
| Randy Cross    | C     | Bruce Kozerski  |
| Guy McIntyre   | RG    | Max Montoya     |
| Harris Barton  | RT    | Brian Blados    |
| John Frank     | TE    | Rodney Holman   |
| John Taylor    | WR    | Tim McGee       |
| Joe Montana    | QB    | Boomer Esiason  |
| Tom Rathman    | FB    | Ickey Woods     |
| Roger Craig    | RB    | James Brooks    |
| Difesa         |       |                 |
| Larry Roberts  | LE    | Jim Skow        |
| Michael Carter | NT    | Tim Krumrie     |
| Kevin Fagan    | RE    | Jason Buck      |
| Charles Haley  | LOLB  | Leon White      |
| Jim Fahnhorst  | LILB  | Carl Zander     |
| Michael Walter | RILB  | Joe Kelly       |
| Keena Turner   | ROLB  | Reggie Williams |
| Tim McKyer     | LCB   | Lewis Billups   |
| Don Griffin    | RCB   | Eric Thomas     |
| Jeff Fuller    | SS    | David Fulcher   |
| Ronnie Lott    | FS    | Solomon Wilcots |